# 마쓰도신덴역
마쓰도신덴역(일본어: 松戸新田駅, まつどしんでんえき)은 일본 지바현 마쓰도시에 있는 신케이세이 전철 신케이세이선의 역이다. 역 번호는 SL03이다.

## 역 구조
상대식 승강장 2면 2선의 지상역. 과거는 구내 건널목이 있었지만 교상역사화로 폐지되었다.
개통 이후의 역사는 1번 승강장 측에만 설치됐었지만 2007년 12월 1일에 2번 승강장과 연결되는 신역사가 완공되어 공용 개시하였다. 또한 1,2번 승강장과는 과선교로 연결된다.

### 타는 곳
| 번선 | 노선          | 방향 | 행선                                                                                |
| ---- | ------------- | ---- | ----------------------------------------------------------------------------------- |
| 1    | 신케이세이 선 | 하행 | 야바시라・신카마가야・기타나라시노・신쓰다누마・게이세이쓰다누마・ 게이세이 선 방면 |
| 2    | 신케이세이 선 | 상행 | 가미혼고・마쓰도 방면                                                               |

## 역 주변
- 마쓰도 운동 공원
- 지바 현립 마쓰도 고등학교
- 마쓰도 가미혼고 우체국
- 국민건강보험 마쓰도 시립 병원

## 역사
- 1955년 4월 21일: 영업 개시.
- 2007년 12월 1일: 2번 승강장에 남쪽 출입구 개찰구 설치, 원격 감시 시스템이 도입되었고 마쓰도 역에서 관리한다.
  - 출발지에서 7시까지 및 22시부터 마지막에는 역무원의 배치화를 하면서 동시에 나온 개찰 창구는 폐지되어 단체 승차권 등의 발매는 비취급화.

## 사진

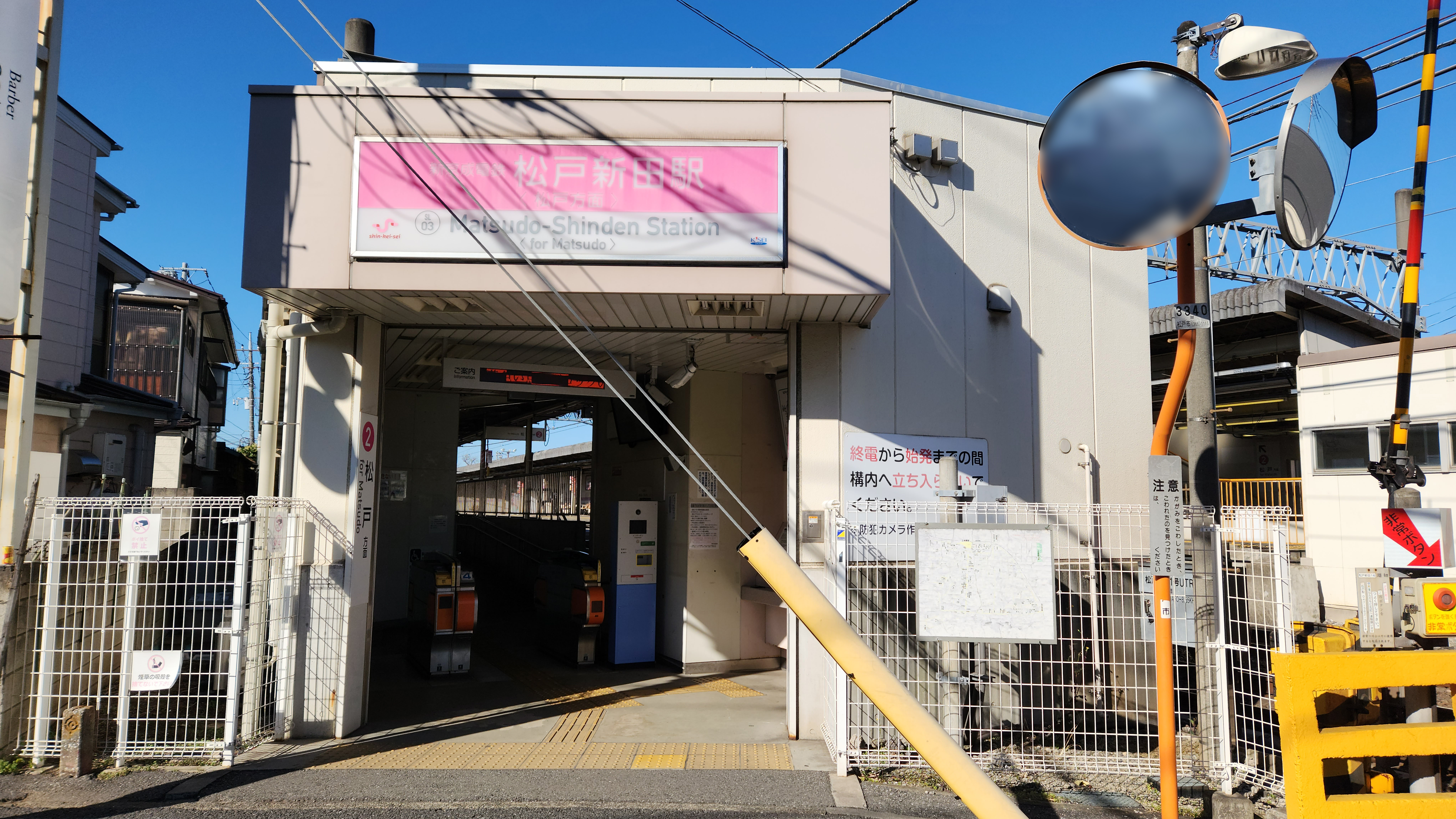
남쪽 출입구(2023년 1월 1일)

## 인접역
| 신케이세이 전철 신케이세이 선 | 신케이세이 전철 신케이세이 선 | 신케이세이 전철 신케이세이 선          |
| ----------------------------- | ----------------------------- | -------------------------------------- |
| SL 02 가미혼고 마쓰도 방면    |                               | 미노리다이 SL 04 게이세이쓰다누마 방면 |